# Pieter de Graeff
Pieter de Graeff (Amsterdam, 15 agosto 1638 – Amsterdam, 4 giugno 1707) è stato un politico olandese, figura chiave nella politica della Amsterdam, nel periodo che va sotto il nome di secolo d'oro olandese.
Pieter de Graeff fu vrijheer (proprietario allodiale, non a carattere feudale) di Zuid-Polsbroek, signore di Purmerland, Ilpendam e del castello di Ilpenstein, reggente di Amsterdam e bewindhebber (amministratore) della Compagnia Olandese delle Indie Orientali. Cugino, amico e consigliere di Johan de Witt, divenne ben presto la più importante figura politica di Amsterdam

## Biografia
Pieter de Graeff, membro della famiglia nobile De Graeff, era figlio del reggente e sindaco di Amsterdam Cornelis de Graeff. Pieter e suo fratello maggiore Jacob de Graeff (1642-1690) crebbero in un ambiente privilegiato, in particolare per quanto riguarda l'educazione. Dopo aver terminato gli studi presso la Scuola di Amsterdam, De Graeff entrò all'università di Orléans dove studiò diritto romano e diritto canonico.
Nel 1660 le Province Unite d'Olanda sotto la guida di Gran Pensionario Johan de Witt, di Pieter De Graeff , di suo padre, Cornelis de Graeff, e di Gillis Valckenier, decisero di farsi carico dell'educazione di Guglielmo III d'Orange per assicurarsi che egli avrebbe acquisito le necessarie abilità per assolvere le future ed ancora non ben determinate funzioni.
Nel 1668 divenne senatore e scabino di Amsterdam e, allo stesso tempo, l'effettivo capo del governo.
Nel 1672 (il rampjaar  o "l'anno disastroso"), Francia ed Inghilterra entrarono in guerra contro la Province Unite. Le armate del Re Sole invasero i territori olandesi arrivando fino a stringere d'assedio Utrecht. L'inadeguadezza e la scarsa preparazione mostrata dell'esercito olandese a contrastare l'invasione, nonostante l'abilità strategica dell'appena venticinquenne Guglielmo III d'Orange, nominato statolder nello stesso anno, spinsero gli Orangisti ad un colpo di stato: Johan de Witt fu deposto dalla sua carica e anche Pieter de Graeff perse le sue cariche.
Pieter de Graeff in seguito fu in relazione con il politicos Johan de Witt, Jacob Boreel, il matematico e astronomo Christiaan Huygens, il pittores Gerard Terborch, Karel Dujardin, Caspar Netscher e il poeta e drammaturgo Joost van den Vondel.

### Matrimonio ed eredi
Pieter de Graeff sposò nel 1663 Jacoba Bicker, dalla quale ebbe tre figli che raggiunsero l'età adulta:
- Cornelis de Graeff, signore libre di Purmerland e Ilpendam (1671-1719), canonico di "Sint Pieter" (Utrecht)
- Johan de Graeff, signore libre di Zuid-Polsbroek (1673-1714), reggente de Amsterdam, sposò Johanna Hooft
- Agneta de Graeff, sposò Jan Baptiste de Hochepied